# Catedral de Bonn

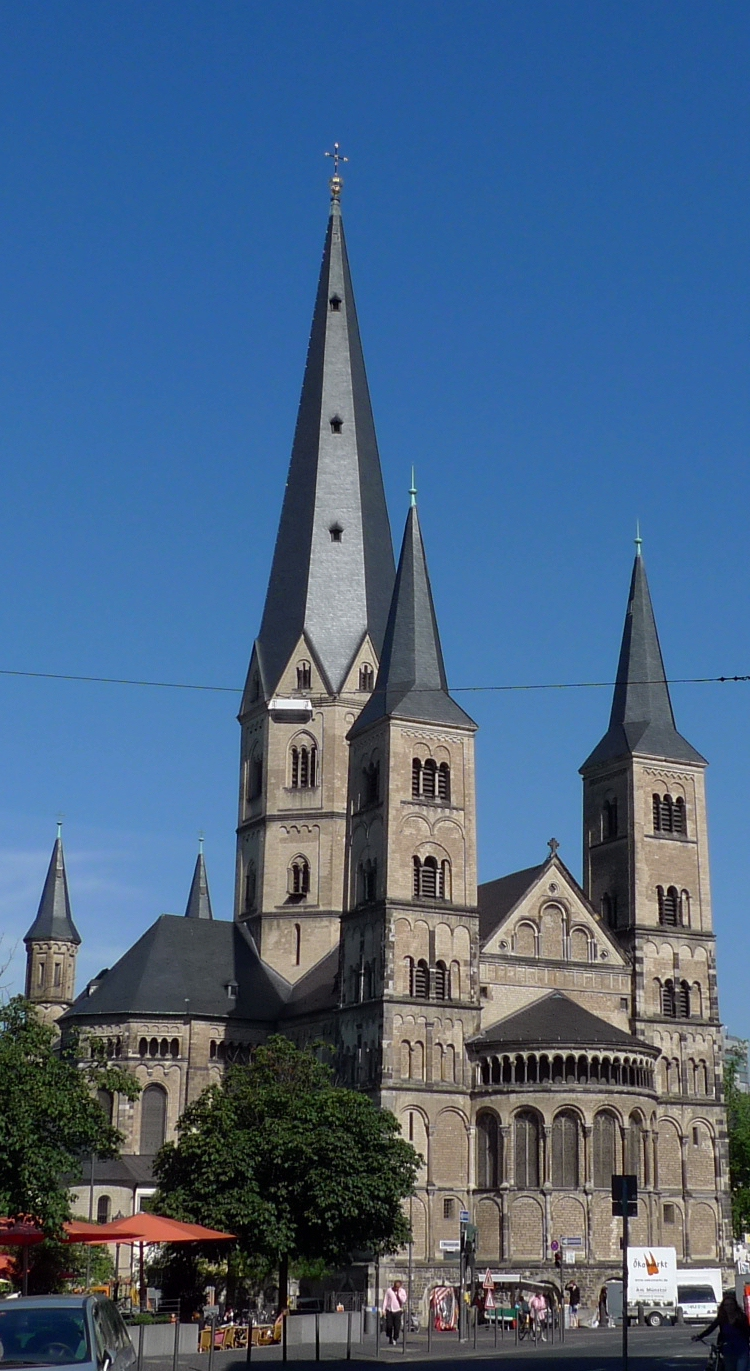
Fachada

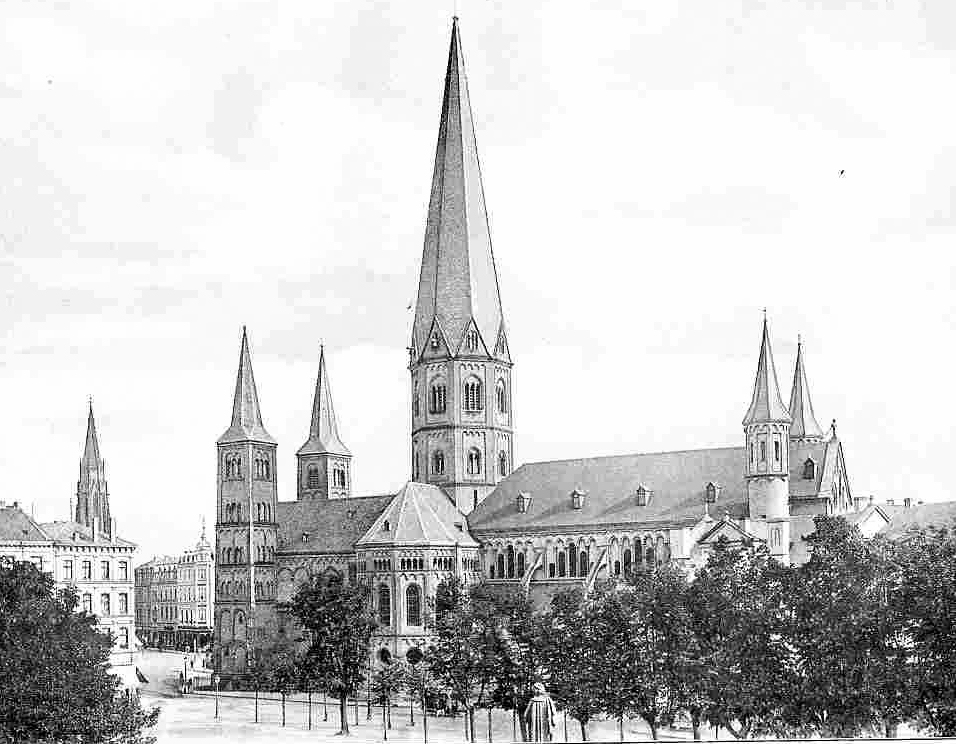
Grabado de la catedral.

La catedral de San Martín (Bonner Münster) es la principal iglesia católica de Bonn y uno de los principales emblemas de la ciudad. Originalmente fue fundada como colegiata de San Casio y San Florencio. Tras la secularización de la colegiata  a comienzos del siglo XIX, adoptó el título de "San Martín", tomándolo de una iglesia parroquial cercana que fue derruida en el 1812. Desde 1956  lleva también el título de basílica menor.

## Historia previa
Numerosos altares dedicados a las matronas y otras deidades, que fueron encontrados donde más tarde fue construida la catedral, demuestran que ya en tiempos del Imperio romano este lugar era considerado de culto. Además, el hallazgo de varias tumbas y estelas funerarias romanas, indican la presencia de una pequeña necrópolis, que fue utilizada desde el siglo II. Para acabar el conjunto, también se halló un templete, cella (arquitectura)cella memoriae, hecho parcialmente de madera, donde se elevaban las plegarias por los muertos.
En el siglo VI encima del templete, derruido en el siglo IV, se construyó una sala de 13,30 metros de largo por 8,80 metros de ancho. Dentro de ella, bien durante su construcción o justo después de finalizarla, fue colocada la primera sepultura en ataúd. Poco después se colocó el primer pavimento. El lugar donde se encontraban las tumbas más antiguas fue marcado con una cruz hecha de placas de mármol multicolor. Los ricos merovingios de Bonn que allí descansaban profesaban el culto cristiano.
En años posteriores, se extendió la creencia de que en la iglesia se hallaba el mausoleo de los mártires cristianos San Casio y San Florencio aunque todavía no se ha encontrado ninguna tumba que verifique tal hecho. A pesar de ello, a los pies del edificio hay colocadas dos esculturas que representan las cabezas de estos personajes y que fueron hechas en la era contemporánea.
Con la fundación de la colegiata en tiempos de Carlomagno, se le puso su primer nombre de Colegiata de San Casio y San Florencio. En el año 787, Hildebold (primer arzobispo de Colonia) se encargó de la dirección del templo.
Durante el siglo VIII, debido a la falta de espacio, se realizaron varias ampliaciones del cementerio  y se emprendió la remodelación de varias salas, así como la construcción de otras nuevas. Con estas obras y la sustitución del suelo original por uno de argamasa concluyen las obras de la colegiata antigua.

## Arquitectura

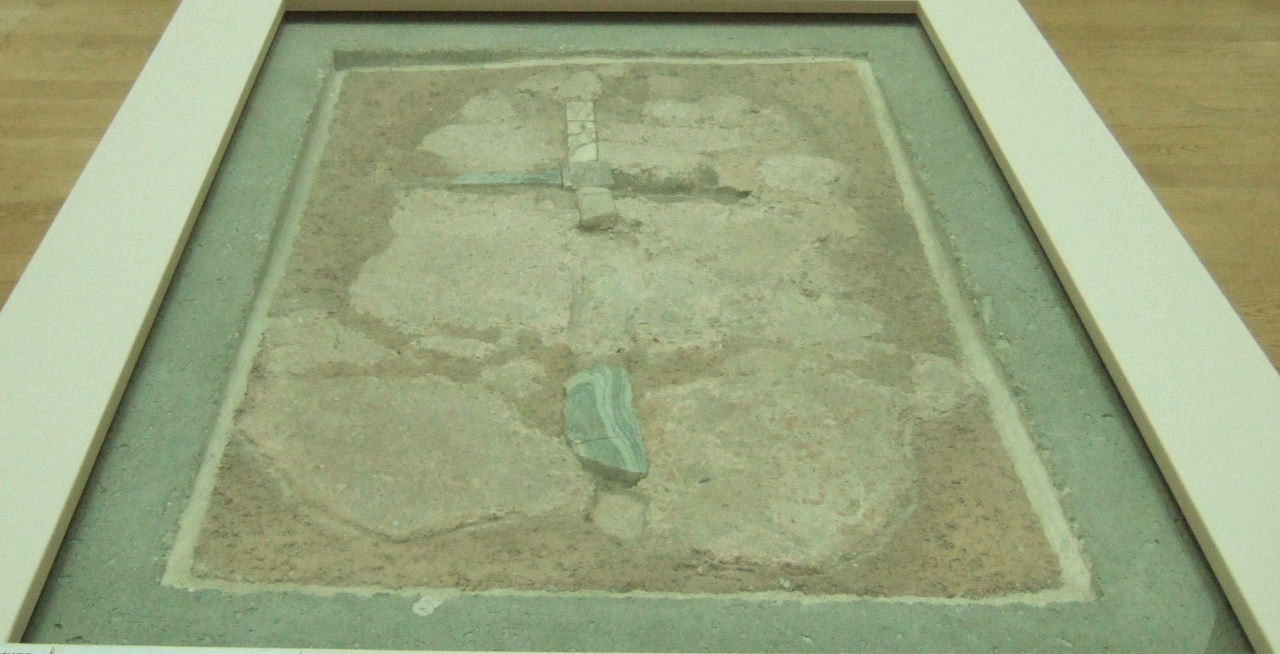
Cruz de mármol policromado.

En el año 1050 la vieja colegiata fue derrumbada y comenzó la construcción del edificio actual de estilo románico. Esta nueva construcción fue una de las primeras basílicas en Renania con planta de cruz latina, formada por tres naves. Los brazos transversales, que salen de un crucero prácticamente cuadrado, apenas sobresalen por los lados de la nave. El edificio contaba con dos cabeceras, una en el lado este, con una cripta de tres naves y una en el lado oeste, igualmente con una cripta. Antes de los trabajos de construcción del siglo XI hay todavía partes de la cripta este, del coro principal y de la fachada occidental (Westwerk) aún fuera de los muros.
Gerhard von Are (1124–1169), cura principal de la iglesia, permitió la ampliación del edificio. De esta manera se construyó un coro cuadrado flanqueado por dos torres y el ábside oriental. Estas obras se inauguraron en 1153. Al afán constructor de este clérigo se le debe también el claustro situado en la sección sur de la iglesia.

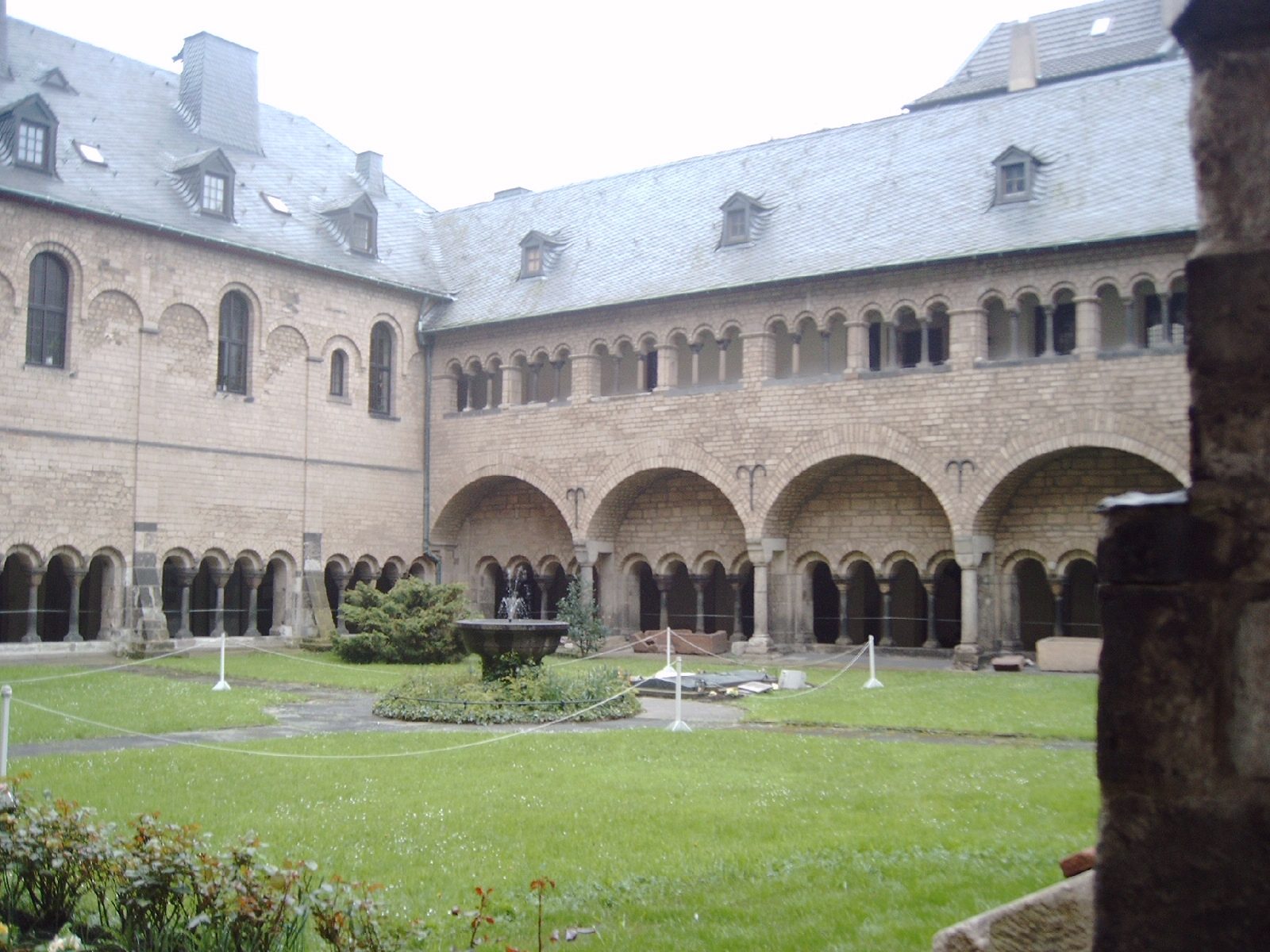
Claustro.

En el siglo XII, el coro fue dotado de unas bóvedas de crucería. También en ese siglo, se construyó  la nave transversal, formada por  cinco pequeños ábsides en cada uno de sus lados, así como el crucero. Por último, en este crucero se levantó una torre octogonal rematada en un techo acabado en pico que alcanza los 92 metros de altura. En lo alto de esta torre se encuentra una veleta colocada en el siglo XVI.
A principios del siglo XIII se llevó a cabo la construcción de la nave principal en estilo gótico, cuando la nave transversal y el ábside occidental se ensancharon. La fecha correcta de la construcción de esta última fase no se conoce del todo bien, pero se cree que tuvo lugar entre los años 1200 y 1240. En esos años, está recogido en las crónicas que un incendió destruyó la antigua nave principal, motivo por el cual se inició la nueva construcción. En 1589 y 1689 la catedral fue considerablemente dañada. En el siglo XIX y nuevamente tras los bombardeos de la Segunda Guerra Mundial fue restaurada en su totalidad.

## Interior
Dentro del edificio hay elementos de estilo gótico y románico, pero la decoración es mayoritariamente de estilo barroco. Hay  dos altares de mármol del siglo XVII y XVIII profusamente decorados, la estatua de bronce de Santa Elena, la sacristía, el claustro y la cripta. La capilla en la cripta, que se puede visitar hoy en día, es de reciente creación, ya que en el año 1587 Martin Schenk von Nideggen y sus soldados saquearon la original, cuyo valor era incalculable. Las tropas también robaron los tesoros de la catedral y destrozaron las vidrieras y la decoración del interior del templo.

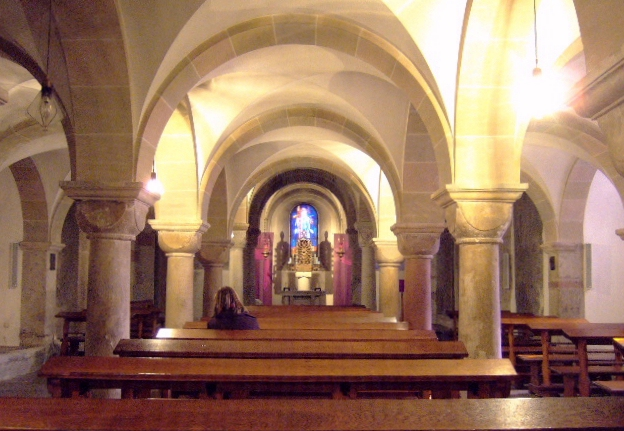
Cripta este
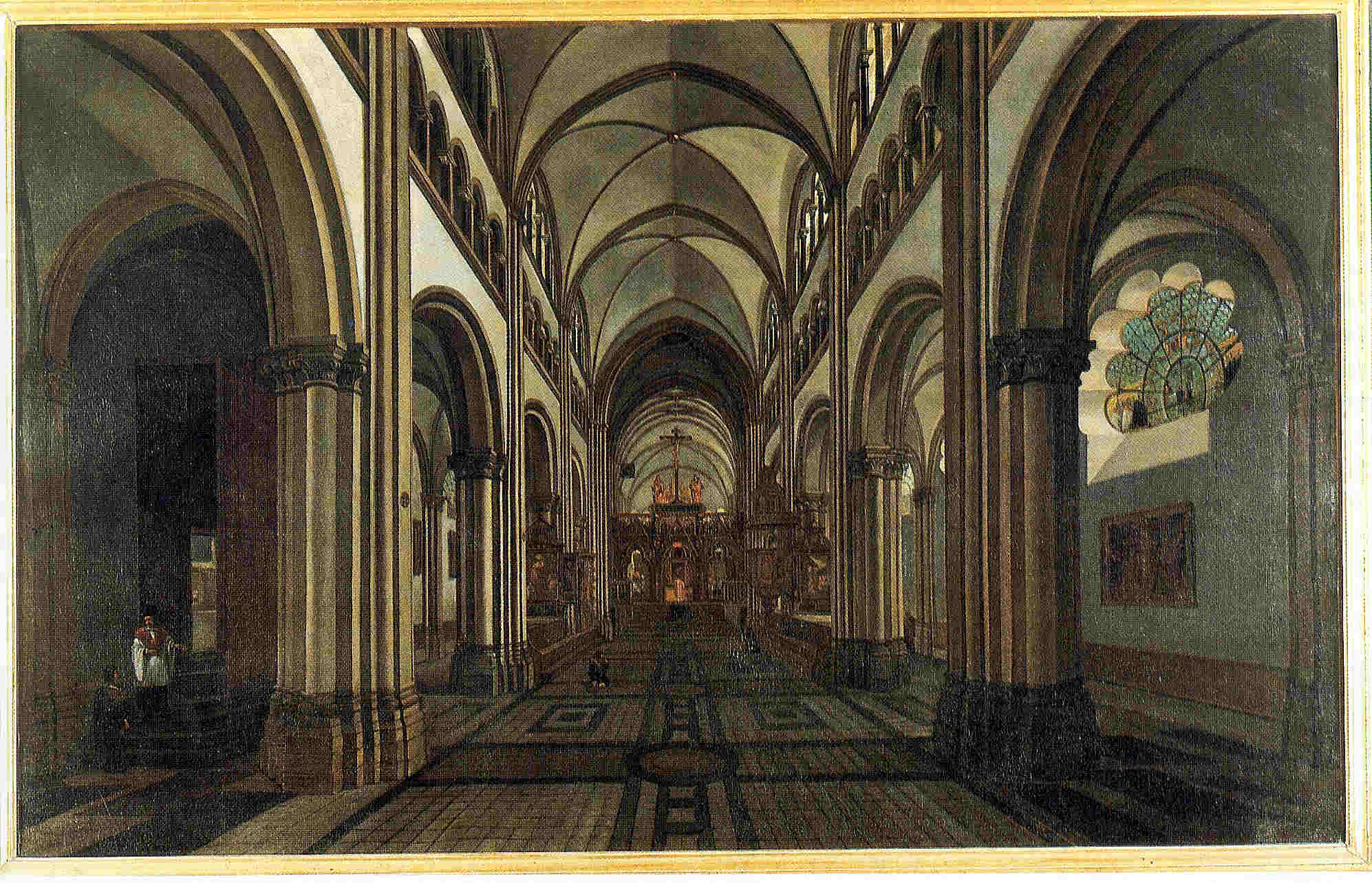
Interior de la catedral- Pintura del 1662
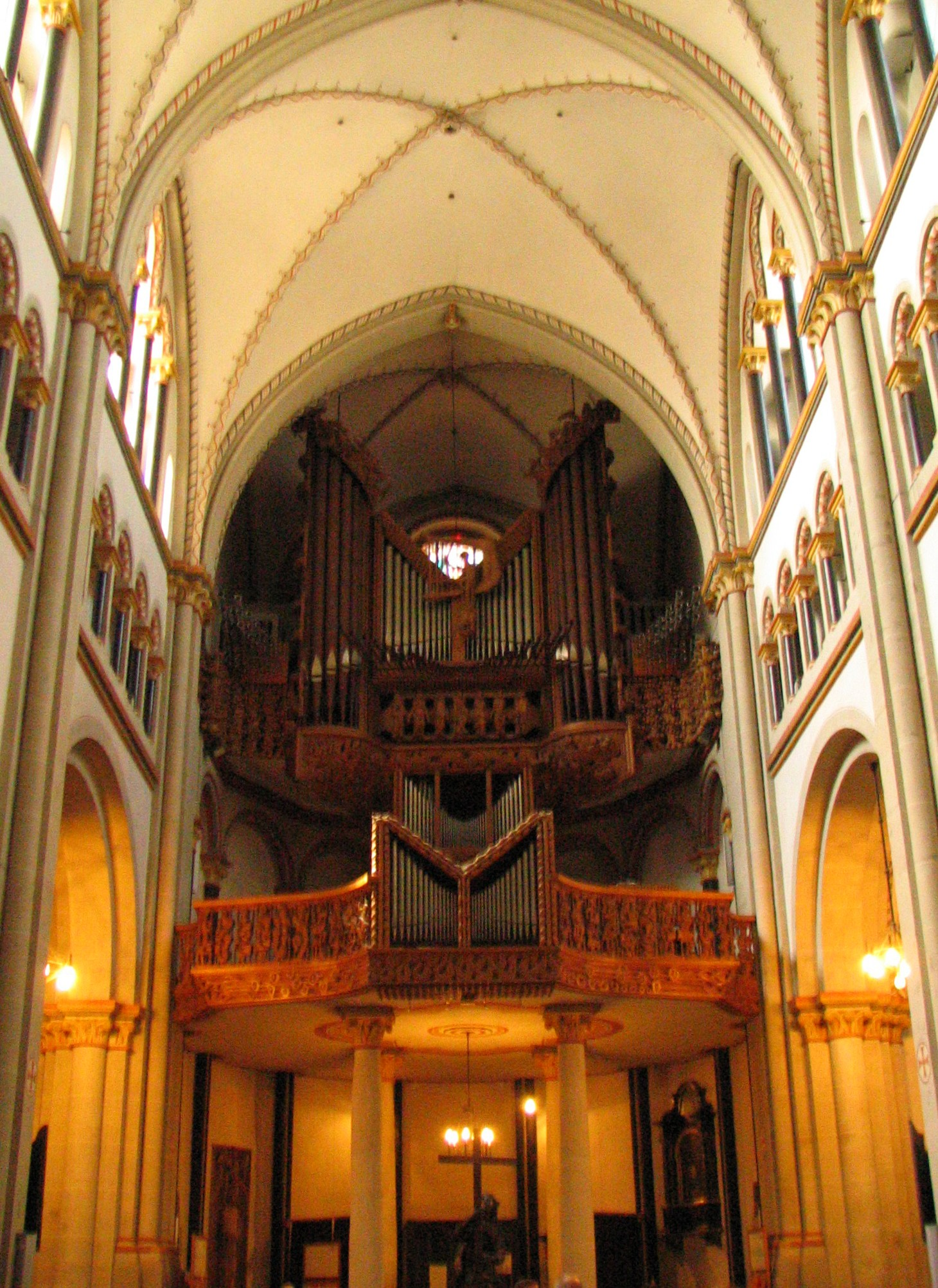
Órgano de la catedral
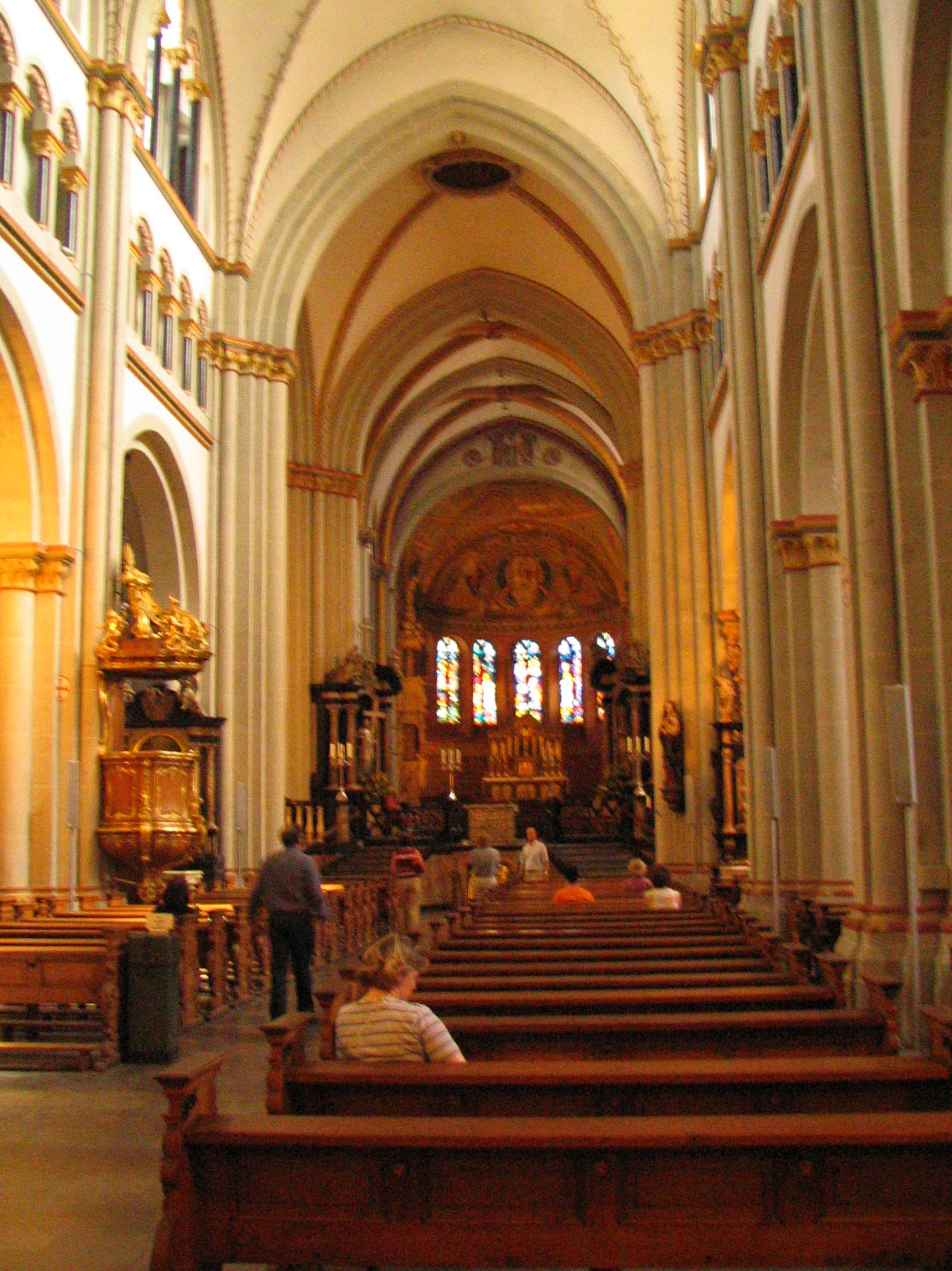
Interior de la catedral

## Basílica menor
En 1956 el nuncio papal, el arzobispo Aloysius Muench, nombró a la catedral "Basílica Menor Papal". El templo era, en palabras del papa Pío XII "el monumento más valioso de la ciudad" por su pasado histórico, su belleza y magnificencia.